# Comtat de Békés
Békés (Hongarès: Békés megye; Eslovac: Békešská župa) és una divisió administrativa, megye, del sud-est d'Hongria, que fa frontera amb Romania. Limita amb les províncies hongareses de Csongrád, Jász-Nagykun-Szolnok i Hajdú-Bihar. La capital de la província és la ciutat de Békéscsaba. Aquest territori també forma part de la euroregióDanubi-Kris-Mures-Tisza.